# 摩洛哥飲食

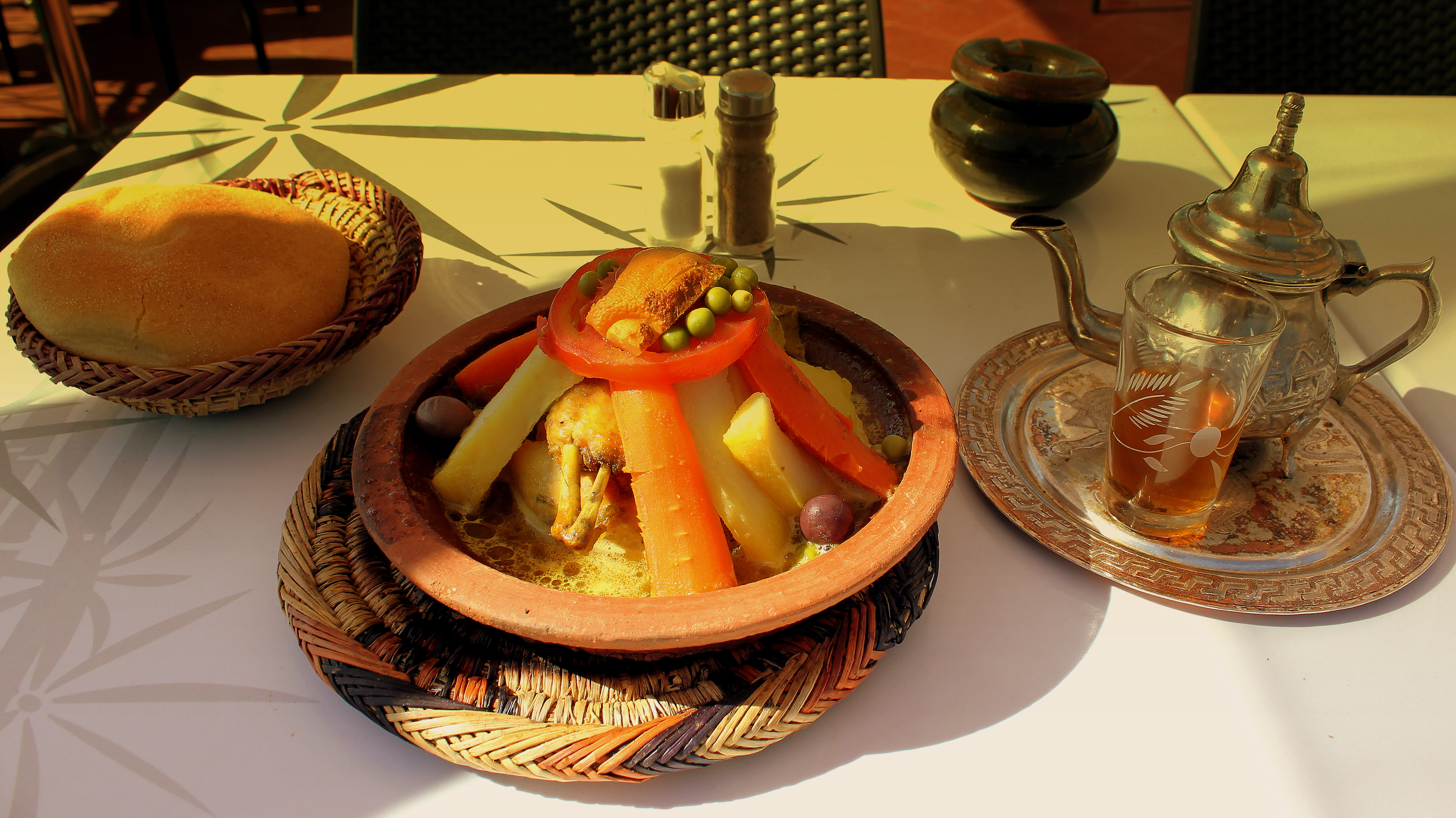
塔吉鍋搭配馬格里布薄荷茶與荷布茲

摩洛哥飲食（阿拉伯语：‎）是指摩洛哥人平時吃的食物以及菜餚。摩洛哥飲食是柏柏尔菜、安达卢西菜、地中海菜和阿拉伯飲食的混合体，而且不怎麼受到受到歐洲飲食（法国和西班牙）和撒哈拉以南地区的影响。 与其他马格里布飲食一样，摩洛哥飲食与中東飲食的共同点比摩洛哥飲食与其他撒哈拉以南地区的非洲菜的共同點要更多。 